# Pietro Valier

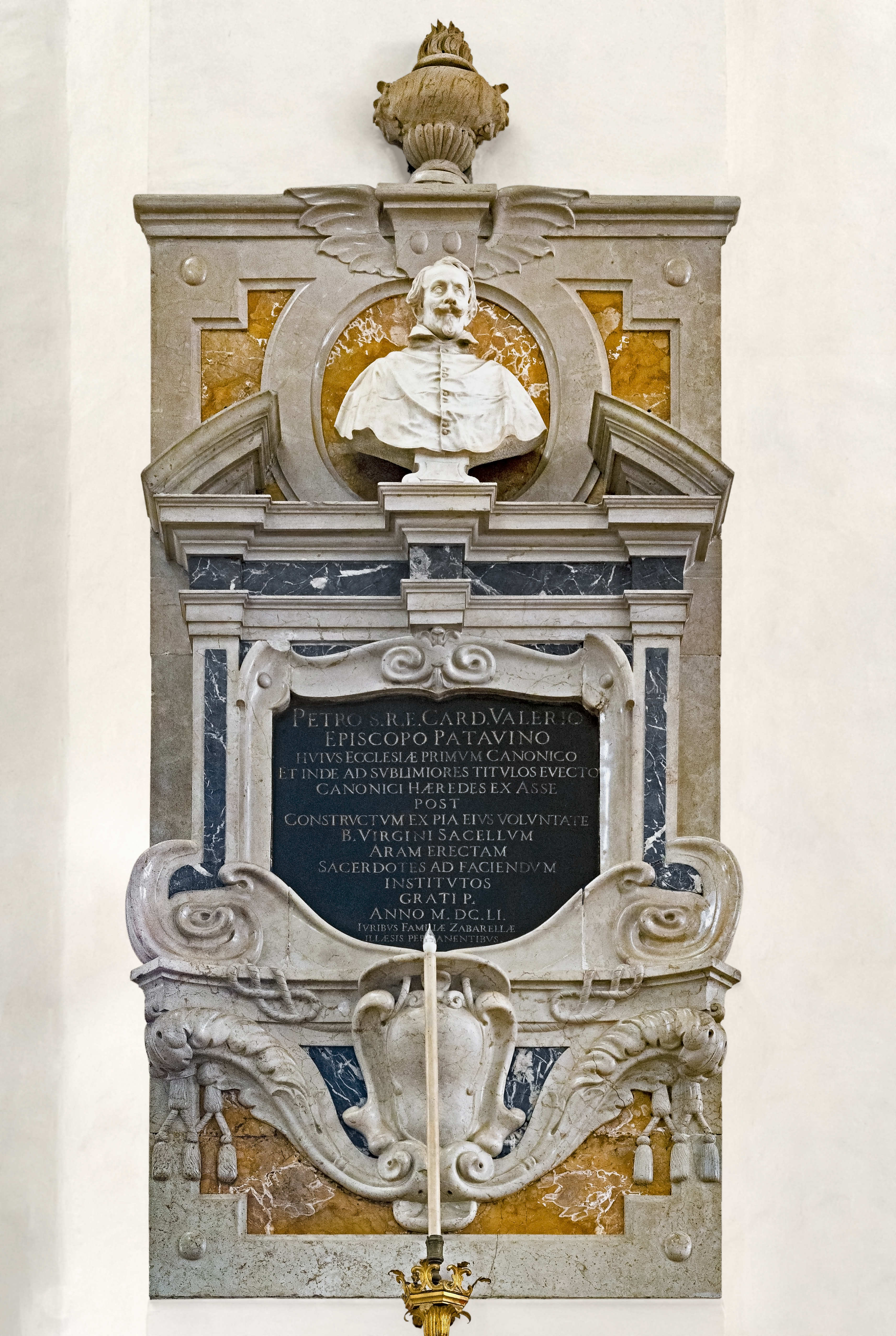
Pomnik grobowy w katedrze w Padwie.

Pietro Valier (ur. w 1574 w Wenecji, zm. 9 kwietnia 1629 w Padwie) – włoski kardynał.

## Życiorys
Urodził się w 1574 roku w Wenecji, jako syn Giovanniego Luigi Valiera i Laury Bernardo. Był referendarzem Trybunału Obojga Sytgnatur i kanonikiem kapituły w Padwie. 18 maja 1611 roku został wybrany tytularnym arcybiskupem Famagusty, a pięć lat później został nuncjuszem w Toskanii. W 1620 roku został arcybiskupem Heraklionu, a rok później zrezygnował z nuncjatury. 11 stycznia 1621 roku został kreowany kardynałem prezbiterem i otrzymał kościół tytularny San Salvatore in Lauro. W 1623 roku został arcybiskupem ad personam Cenedy, a dwa lata później – Padwy. Zmarł 9 kwietnia 1629 roku w Padwie.